# Mong Kok
 (juillet 2024).
Si vous disposez d'ouvrages ou d'articles de référence ou si vous connaissez des sites web de qualité traitant du thème abordé ici, merci de compléter l'article en donnant les références utiles à sa vérifiabilité et en les liant à la section « Notes et références ».

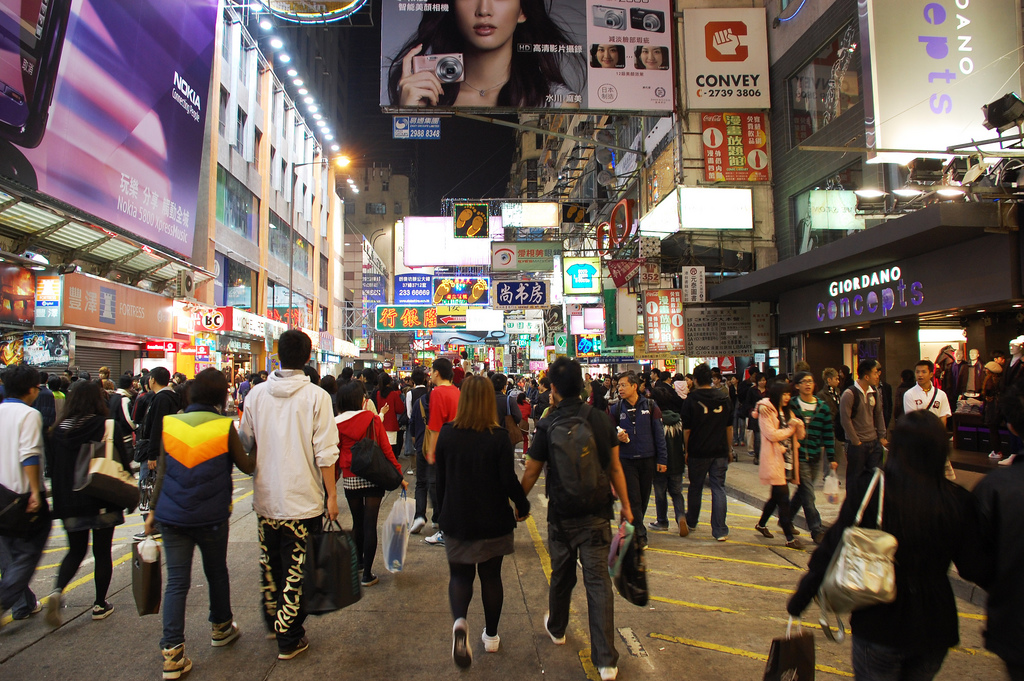
Le quartier Mong Kok de nuit.

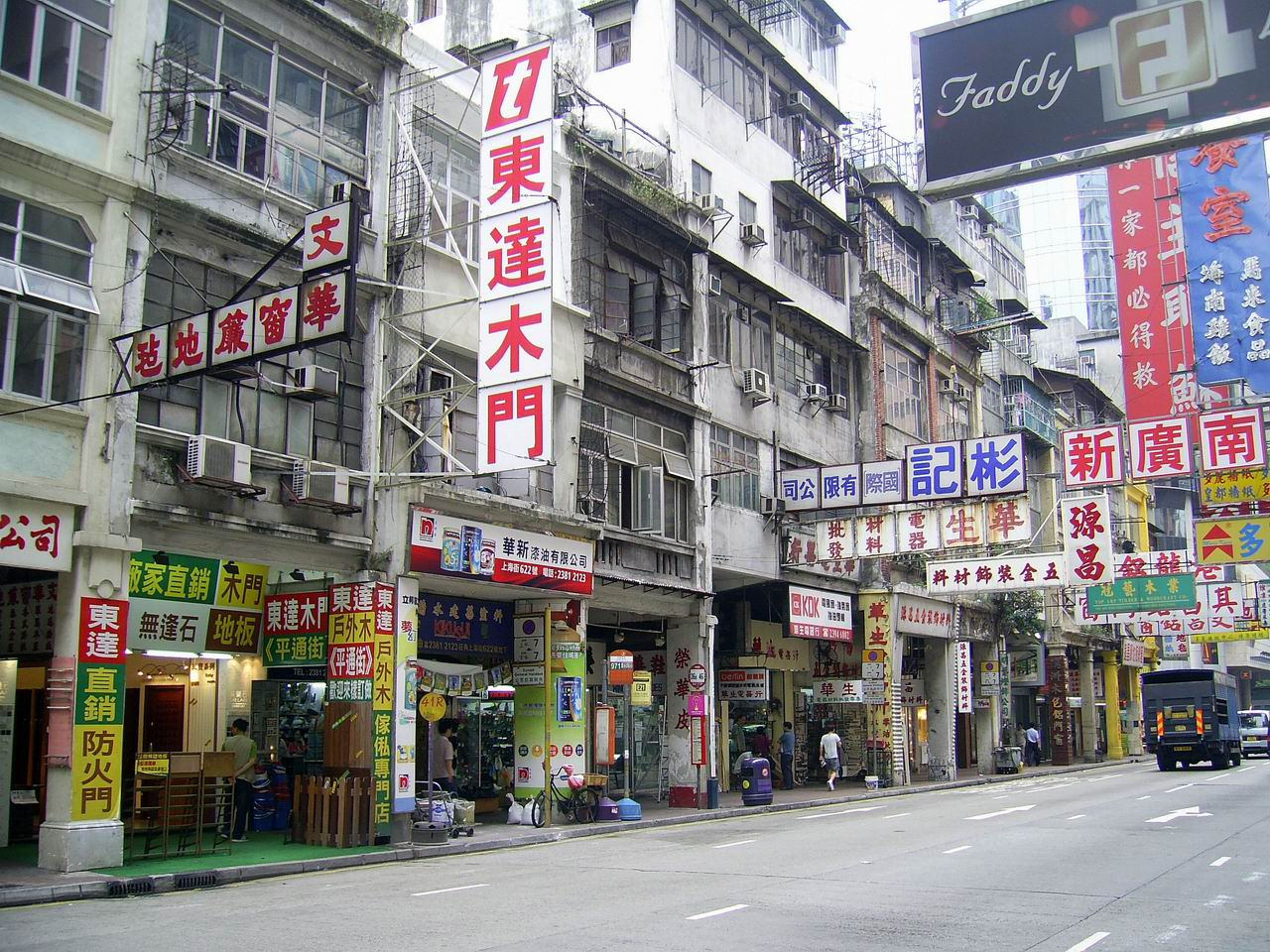
Rue de Shanghai.

Mong Kok (« lieu animé » en cantonais) (chinois: 旺角) est un quartier de la ville de Hong Kong, en Chine. Il est essentiellement réputé pour être la zone la plus densément peuplée de toute la planète, avec plus de 130 000 habitants par kilomètre carré selon le Livre Guinness des records. Il se situe sur la Péninsule de Kowloon et est l'un des huit districts de Kowloon. 
C'est un lieu fortement animé (d'où son nom en langue cantonaise), riche en magasins et galeries marchandes. 
En 2011, les habitants de Mong Kok se sont plaints auprès de la municipalité du taux de pollution trop élevé dans le quartier, qui est l'un des plus fréquentés de la ville par les véhicules.
En février 2016, une manifestation, surnommée révolution des boulettes de poisson, se déroule dans ce quartier pour défendre le maintien des marchands ambulants dans les rues.